# Daga
För andra betydelser, se Daga (olika betydelser).
Kvinnonamnet Daga är en feminin form av Dag, ett fornnordiskt namn bildat av ordet dag. Det kan också vara en kortform av namn som Dagmar och Dagny. Namnet har funnits i Sverige sedan mitten av 1800-talet.
Den 31 december 2019 fanns det totalt 683 kvinnor folkbokförda i Sverige med namnet Daga, varav 273 bar det som tilltalsnamn.
Namnsdag: i Sverige 16 september, (1986-1992: 11 september). I den finlandssvenska namnsdagslängden har Daga namnsdag 9 juni sedan 1973.

## Personer med namnet Daga
- Daga Janson, svensk journalist och författare
- Daga Wennerström, svensk konstnär